# František Richard Osvald
František Richard Osvald, magyarosan Osvald Ferenc Richard (Hodrusbánya, 1845. október 30. – Nagyszombat, 1926. április 14.) szlovák római katolikus plébános.

## Élete
A gimnáziumot Selmecbányán és Nagyszombatban, a teologiát Esztergomban végezte 1869-ben és ezen év július 25-én fölszenteltetett. Segédlelkész volt Óbarson, 1870-ben Drégelypalánkon, 1872-ben Verebélyen. Ezután betegsége miatt nem működött: 1876-tól káplán volt Majtényben, 1879-ben ideiglenes adminisztrátor Bohunicban, de még azon évben visszament Majtényba. 1880. március 12-én adminisztrátor, még azon évben plébános lett Lengén (Bars megye); egyszersmind a barsszentkereszti egyházkerület könyvtárnoka.
Szorgalmas munkatársa volt a katolikus szlovák lapoknak.
1919 augusztusában (23.-29.) a Szlovák Napilap-ban (Slovenský denník, Bratislava) megírták három kiadott rendeletét. Az elsőben megtiltotta a papoknak Szt. István ünnepét megtartani, mely szerinte az "Uhor" (magyar) nemzeti ünnep és nem egyházi; másodszor megtiltotta a papoknak a magyar nyelvű szentmisék megtartását azokban a településekben, ahol a helyi lakosság értett szlovákul; a harmadikban pedig figyelmeztette a papságot, hogy egymás között csakis szlovákul beszéljenek.

## Emlékezete

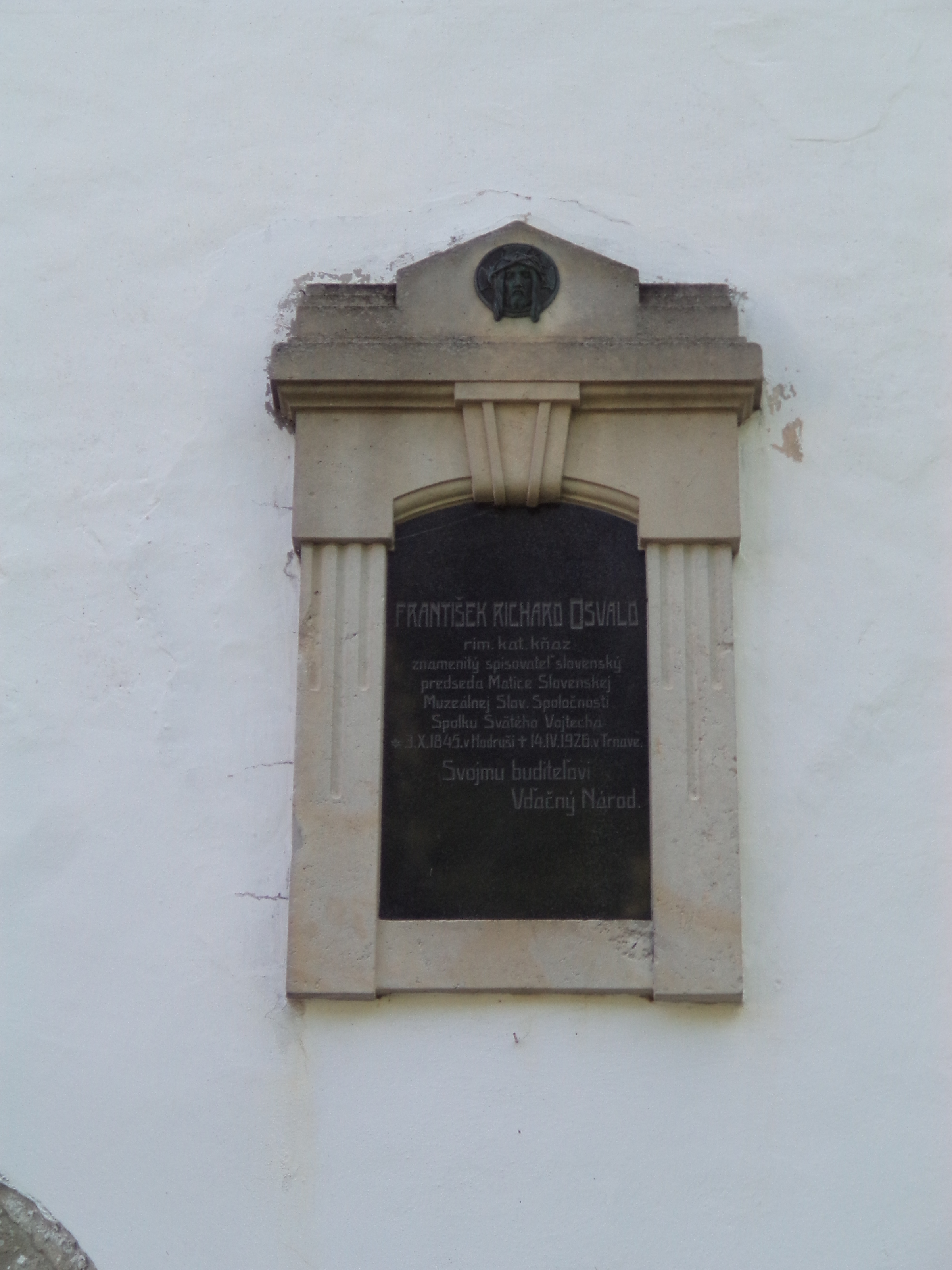
Emléktáblája a hodrusbányai Szent Miklós-templom falán

## Művei
- Kto pán vo skole. Szakolcza, 1869. (Ki az úr az iskolában).
- Reholnici. Pest, 1870. (A szerzetesekről).
- Zrkadlo učenia katolického vo svätých obradoch…. 1873., 1875., 1878. Három kötet. (Szertartástan).
- Ruzenec. Nagyszombat, 1877. (A szent olvasóról).
- Čitania, listy a evangelia. Nagyszombat, 1877. (Evangeliumi és szentírási helyek minden vasárnap és ünnepnapra).
- Krásy sw. Ruženka. Nagyszombat, 1879. (A rózsafüzér szépsége. Imádságos könyv).
- Putnik swätowojtešky. Kalendar… 1880. Nagyszombat, 1879. (Szent Adalbert Kalauz. Naptár).
- Len jedno je potrebné. (Luc. 10. 42.) Turócz-Szent-Márton, 1881. (A házi nevelésről).
- Obradoslovie. Nagyszombat, 1884.
- Živžruenec. Nagyszombat, 1884. (Élő rózsafüzér, imádságos könyv).
- Reč o pätadvatcat ročnom jubileu kňarskom dostojného pána Neita Pristyák. Nagyszombat, 1885. (Beszéd Pristyák Neit 25 éves papi jubileumakor. 2. k. Szakolcza, 1886).
- Od kolisky. Rózsahegy, 1889. (A bölcsőtől.)
- Príprava k prvej sv. Zpovcdi. Szakolcza, 1890. (Előkészület az első szent gyónáshoz).
- Praktická rukovätau k vysvetlovanin Malého Katechismu… Turócz-Szent-Márton, 1891. (Káté-magyarázat).
- Boh moja nádej. Bpest, 1891. (Isten az én reményem).
- Anjeličok… (Angyalka. Imák).
- Ružencove listky… (Rózsafüzér levelek).
- Hrsti prikladov. Rózsahegy, 1897. (Egy marék példabeszéd).

Szerkesztette a Katolické Noviny c. lapot 1878 és 1879-ben,  a Kazatelna c. egyházi szónoklati havi folyóiratot és 1890-től kiadta a Knižnica Katechetiká (Hitoktatási Könyvtár) c. vállalatot.